# Huta Rimbaru
Huta Rimbaru is een bestuurslaag in het regentschap Mandailing Natal van de provincie Noord-Sumatra, Indonesië. Huta Rimbaru telt 1284 inwoners (volkstelling 2010).